# Mentque-Nortbécourt
Mentque-Nortbécourt (Nederlands: Menteke-Noordboekhout) is een gemeente in het Franse departement Pas-de-Calais (regio Hauts-de-France). De gemeente telt 516 inwoners (2004) en maakt deel uit van het arrondissement Sint-Omaars.

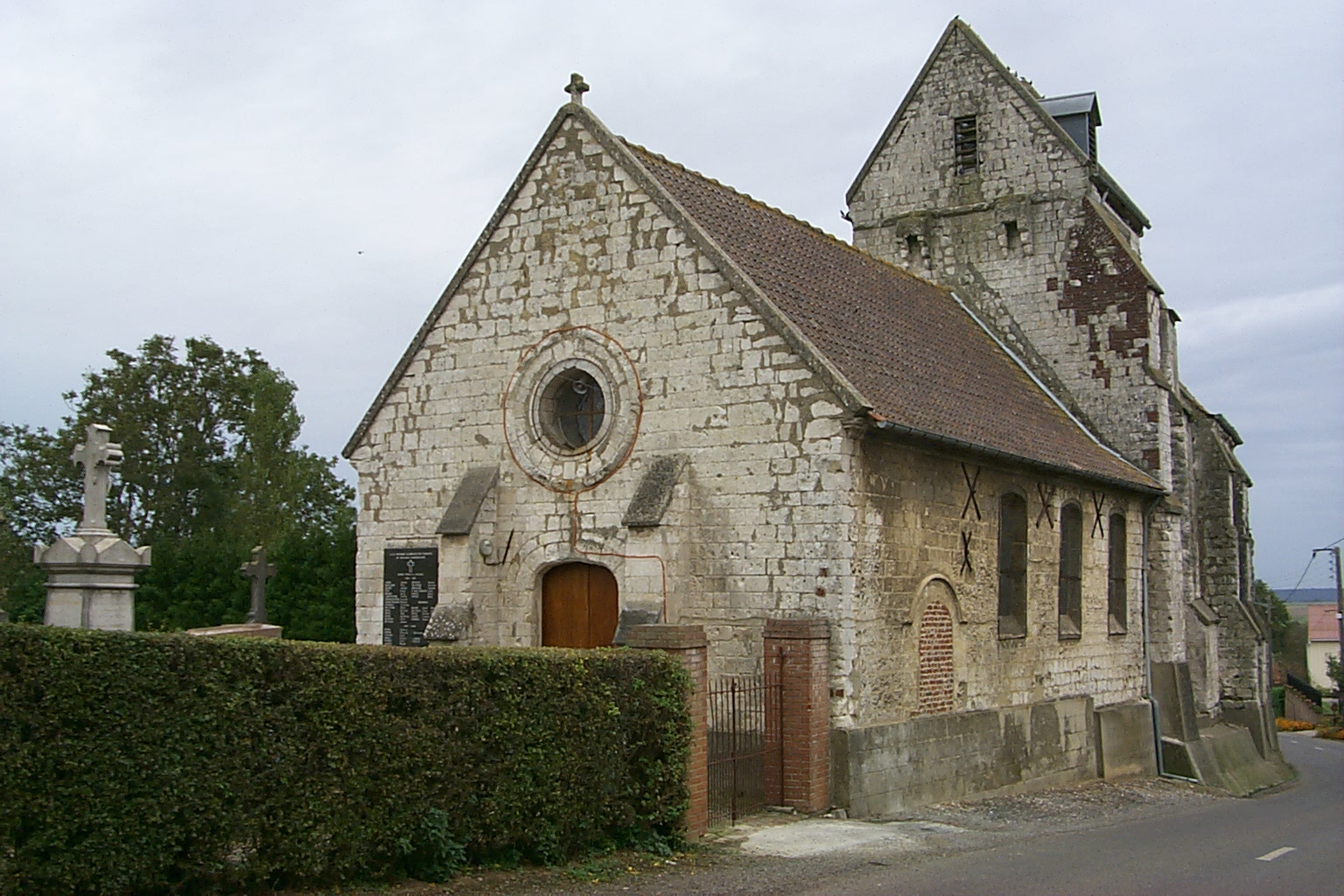
Église Saint-Léger in Mentque

## Geschiedenis
Een oude vermelding van Mentque dateert al uit de 9de eeuw; een oude vermelding van Nortbécourt uit de 12de eeuw. De kerk van Nortbécourt was een hulpkerk van die van Mentque.
Op het eind van het ancien régime werden Mentque en Nortbécourt beide een gemeente. In 1819 werden de gemeenten Mentque (280 inwoners in 1806) en Nortbécourt (306 inwoners in 1806) samengevoegd in de gemeente Mentque-Nortbécourt.

## Geografie
De oppervlakte van Mentque-Nortbécourt bedraagt 10,9 km², de bevolkingsdichtheid is 47,3 inwoners per km². In de gemeente liggen de dorpen Mentque in het noorden en Nortbécourt in het zuiden, zo'n anderhalve kilometer uiteen. In het noorden ligt op de grens met buurgemeente Éperlecques het gehucht Culem. In het noordoosten ligt het gehucht Inglinghem. Net ten zuiden van Nortbécourt ligt het gehucht Windal en in het uiterste zuiden ligt op de grens met buurgemeente Quercamps het gehucht Wattine.
De onderstaande kaart toont de ligging van Mentque-Nortbécourt met de belangrijkste infrastructuur en aangrenzende gemeenten.

## Bezienswaardigheden
- De Moulin Lebriez, een torenmolen uit 1714, ingeschreven als monument historique.
- De Moulin Guilleman, de romp van een oude windmolen, ingeschreven als monument historique.
- De Église Saint-Léger in Mentque, met een 12de-eeuwse toren en een 16de-eeuws koor.
- De Église Saint-Wandrille in Nortbécourt heeft een 12de-eeuwse toren.

## Demografie
Onderstaande figuur toont het verloop van het inwonertal (bron: INSEE-tellingen).

## Verkeer en vervoer
Door het noordoosten van de gemeente loopt de autosnelweg A26/E15, die hier echter geen op- en afrit heeft.